# Archiv für Bauernhausforschung
Das Archiv der Schweizerischen Bauernhausforschung bestand bis 2019 an der Hofstrasse 15 in Zug und war Nationales Kulturgut mit KGS-Nummer 8954 und Teil der Kulturgüter in Zug. Danach wurde der Bestand an das Freilichtmuseum Ballenberg übergeben. Es umfasst eine Fachbibliothek sowie Fotonegative, Diapositive, Flugaufnahmen, Inventarblätter und Planzeichnungen von ländlichen Bauten in der Schweiz und Europa. Die Bestände dienten primär als Grundlage für Forschungsprojekte, in erster Linie für die Publikationsreihe «Die Bauernhäuser der Schweiz». Das Archiv wurde auch für die wissenschaftliche Vorbereitung der Baugruppen für das 1978 eröffnete Freilichtmuseum Ballenberg genutzt.

## Geschichte
Die Gründung der Abteilung «Haus- und Siedlungsforschung» der Schweizerischen Gesellschaft für Volkskunde (SGV) im Jahr 1919 bezeichnet den Beginn der systematischen Dokumentation und Erforschung der Bauernhäuser in der Schweiz. Ab 1932 beauftragte die SGV in Zusammenarbeit mit Bund und Kantonen arbeitslose Techniker und Architekten, Planaufnahmen von ländlichen Bauten durchzuführen. So entstanden zwischen 1933 und 1939 einige hundert Pläne schweizerischer Bauernhäuser, was den Grundstein für das Archiv für Bauernhausforschung legte. 1944 wurde die «Aktion Bauernhausforschung in der Schweiz» lanciert, um die Bestandsaufnahmen in den verschiedenen Kantonen fortzuführen und von einer Zentralstelle in Basel zu koordinieren.
Ab den 1960er Jahren wurden Gymnasiasten ins Projekt «Aktion Bauernhausforschung» einbezogen. Unter der Leitung von Geografielehrern oder kantonalen Beamten erfassten die Schüler Kurzinventare mit Beschreibungen, Grundrissskizzen und Fotoaufnahmen.
Bis 1989 war das «Zentralarchiv der Aktion Bauernhausforschung» im Volkskundemuseum Basel beherbergt. Wegen Umbauarbeiten im Museum wurden das Archiv und die Geschäftsstelle im Jahr 1990 in die Räumlichkeiten der Denkmalpflege Zug gebracht. Zu dieser Zeit arbeitete der damalige Archivleiter Benno Furrer an der Erforschung der Bauernhäuser im Kanton Zug, was diese Synergie ermöglichte.

## «Die Bauernhäuser der Schweiz»
Die Bestände des Archivs dienten in erster Linie der Erforschung der Bauernhäuser in der Schweiz, welche ab 1964 vom Schweizerischen Nationalfonds unterstützt wurde. Die Forschungsprojekte werden nach Kanton aufgeteilt und die Resultate in der Reihe «Die Bauernhäuser in der Schweiz» publiziert. Das erste Buch in der Reihe erschien 1965 und war dem Kanton Graubünden gewidmet. Im Jahr 2019 wurden die drei letzten Bände publiziert. Das Werk löste Jakob Hunzikers siebenbändige Publikation Das Schweizerhaus, nach seinen landschaftlichen Formen und seiner geschichtlichen Entwicklung dargestellt ab.